# ライオネル・バティスト
ライオネル・バティスト (Lionel Batiste、1931年2月11日 - 2012年7月8日)は、ニューオーリンズ出身のジャズとブルースのミュージシャン（バスドラム奏者）/シンガーであった。ドラマーのベニー・ジョーンズとともにトレメ・ブラス・バンドを創設したことで知られる。
多くのミュージシャンを輩出したニューオーリンズのバティスト家のひとりで、一族の中にはジョン・バティスト、クラリネット奏者のアルヴィン・バティスト、編曲家、プロデューサーのハロルド・バティスト、ファンキー・ミーターズで活躍したドラマーのラッセル・バティストJr.などがいる。

## 来歴
彼は11歳のときスクウェア・ディール・ソーシャル・アンド・プレジャー・クラブ (ニューオーリンズの黒人コミュニティの中に存在する互助会)でバスドラムをプレイし、音楽のキャリアをスタートさせた。
1996年、ベニー・ジョーンズとともにトレメ・ブラス・バンドを結成。同バンドの副リーダー、バスドラム奏者、ヴォーカリストを務めた。カズーをプレイすることもあった。アルバム『Lars Edegran Presents Uncle Lionel』(2005年)では、ドラマーではなくヴォーカリストとしてレコーディングを行なっている。
自身のプレイを通じて若いミュージシャンたちを勇気づけるにとどまらず、バティストは彼らのロールモデルとしての役割も果たした。トランペット奏者のカーミット・ラフィンズは「彼には全般的に影響を受けた」と言い、バティストが彼に「行動の仕方から、服の身に着け方、人生についてどう受け止めるべきかに至るまで教えてくれた」としている。
国際的な舞台では、ヨーロッパのジャズ・フェスティバルであるモルデジャズで毎日行われるパレードのリーダーを2000年以降務めた。彼は2003年のマルディグラにおいてクルー・デュ・ヴューのキングとなった。
2003年10月にはトレメ・ブラス・バンドのメンバーとして来日。東京で公演を行なっている。
2010年、ケーブルテレビ局HBOで放映されたドラマ「Treme」に出演した。
バティストは1か月ほど闘病した後、2012年7月8日、ニューオーリンズ郊外の病院にて死去した。81歳だった。

## ディスコグラフィー
- 2002年『Way Down Yonder In New Orleans』(Herman) ※Ytre Suløens Jass-Ensemble With Tricia Boutté & Lionel Batiste
- 2005年『Lars Edegran Presents Uncle Lionel』(G.H.B.)[3]

### トレメ・ブラス・バンド
- 1992年『I Got A Big Fat Woman』(Sound of New Orleans)
- 1995年『Gimme My Money Back!』(Arhoolie)
- 2008年『New Orleans Music!』(Mardi Gras)
- 2011年『Treme Tradition』(Mardi Gras)[9]